# Olympische Sommerspiele 1928/Teilnehmer (Frankreich)
| Gelbes Symbol für Goldmedaillen mit stilisierten Olympischen Ringen | Graues Symbol für Silbermedaillen mit stilisierten Olympischen Ringen | Braundes Symbol für Bronzemedaillen mit stilisierten Olympischen Ringen |
| ------------------------------------------------------------------- | --------------------------------------------------------------------- | ----------------------------------------------------------------------- |
| 6                                                                   | 10                                                                    | 5                                                                       |

Frankreich nahm an den Olympischen Sommerspielen 1928 in Amsterdam, Niederlande, mit einer Delegation von 231 Sportlern (199 Männer und 32 Frauen) teil.

## Medaillengewinner

### Gold
| Name(n)                                                                                              | Sportart       | Wettkampf                       |
| --- | -------------- | ------------------------------- |
| Lucien Gaudin                                                                                        | Fechten        | Florett, Einzel & Degen, Einzel |
| Roger François                                                                                       | Gewichtheben   | Mittelgewicht                   |
| Boughera El-Ouafi                                                                                    | Leichtathletik | Marathon                        |
| Roger Beaufrand                                                                                      | Radsport       | Sprint                          |
| Donatien Bouché, André Derrien, Virginie Hériot, André Lesauvage, Jean Lesieur & Carl de la Sablière | Segeln         | 8-Meter-Klasse                  |

### Silber
| Name                                                                                            | Sportart       | Wettkampf               |
| ----------------------------------------------------------------------------------------------- | -------------- | ----------------------- |
| Armand Apell                                                                                    | Boxen          | Fliegengewicht          |
| Philippe Cattiau, Roger Ducret, André Gaboriaud, Raymond Flacher, Lucien Gaudin & André Labatut | Fechten        | Florett, Mannschaft     |
| Georges Buchard                                                                                 | Fechten        | Degen, Einzel           |
| Gaston Amson, René Barbier, Georges Buchard, Émile Cornic, Armand Massard & Bernard Schmetz     | Fechten        | Degen, Mannschaft       |
| Louis Hostin                                                                                    | Gewichtheben   | Leichtschwergewicht     |
| Jules Ladoumègue                                                                                | Leichtathletik | 1500 Meter              |
| Charles Marion                                                                                  | Reiten         | Dressur, Einzel         |
| Pierre Bertran de Balanda                                                                       | Reiten         | Springreiten, Einzel    |
| Charles Pacôme                                                                                  | Ringen         | Leichtgewicht, Freistil |
| Armand Marcelle, Édouard Marcelle & Henri Préaux                                                | Rudern         | Zweier mit Steuermann   |

### Bronze
| Name | Sportart       | Wettkampf                   |
| --- | -------------- | --------------------------- |
| Fernand Arnout | Gewichtheben   | Leichtgewicht               |
| Claude Ménard | Leichtathletik | Hochsprung                  |
| Henri Lefèbvre | Ringen         | Halbschwergewicht, Freistil |
| Edmond Dame | Ringen         | Schwergewicht, Freistil     |
| Henri Cuvelier, Paul Dujardin, Henri Padou, Jules Keignaert, Émile Bulteel, Achille Tribouillet, Ernest Rogez, Albert Thévenon & Albert Vandeplancke | Wasserball     | Herrenwettkampf             |

## Teilnehmer nach Sportarten

### Boxen
- Armand Apell
Fliegengewicht: Silber

- Ernest Mignard
Bantamgewicht: 9. Platz

- Georges Boireau
Federgewicht: 5. Platz

- Georges Carcagne
Leichtgewicht: 9. Platz

- Robert Galataud
Weltergewicht: 4. Platz

- Michel Langlet
Mittelgewicht: 9. Platz

- Robert Foquet
Halbschwergewicht: 9. Platz

- Georges Gardebois
Schwergewicht: 5. Platz

### Fechten
- Lucien Gaudin
Florett, Einzel: Gold 
Florett, Mannschaft: Silber 
Degen, Einzel: Gold

- Philippe Cattiau
Florett, Einzel: 5. Platz
Florett, Mannschaft: Silber

- Roger Ducret
Florett, Einzel: 9. Platz
Florett, Mannschaft: Silber 
Säbel, Einzel: 8. Platz
Säbel, Mannschaft: 5. Platz

- André Labatut
Florett, Mannschaft: Silber

- Raymond Flacher
Florett, Mannschaft: Silber

- André Gaboriaud
Florett, Mannschaft: Silber

- Georges Buchard
Degen, Einzel: Silber 
Degen, Mannschaft: Silber

- Armand Massard
Degen, Einzel: Halbfinale
Degen, Mannschaft: Silber

- Gaston Amson
Degen, Mannschaft: Silber

- Émile Cornic
Degen, Mannschaft: Silber

- Bernard Schmetz
Degen, Mannschaft: Silber

- René Barbier
Degen, Mannschaft: Silber

- Jean Lacroix
Säbel, Einzel: 10. Platz
Säbel, Mannschaft: 5. Platz

- René Fristeau
Säbel, Einzel: Halbfinale
Säbel, Mannschaft: 5. Platz

- Maurice Taillandier
Säbel, Mannschaft: 5. Platz

- Jean Piot
Säbel, Mannschaft: 5. Platz

- Paul Oziol de Pignol
Säbel, Mannschaft: 5. Platz

- Lucienne Prost
Frauen, Florett, Einzel: Halbfinale

- Marguerite Reuche
Frauen, Florett, Einzel: Vorrunde

- Olive Mahaut
Frauen, Florett, Einzel: Vorrunde

### Fußball
- Herrenteam
9. Platz

- Kader
Alex Thépot
Alexandre Villaplane
Henri Pavillard
Augustin Chantrel
Jules Dewaquez
Juste Brouzes
Marcel Domergue
Marcel Langiller
Paul Nicolas
Robert Dauphin
Urbain Wallet

### Gewichtheben
- Henri Baudrand
Federgewicht: 7. Platz

- Henri Rivère
Federgewicht: 11. Platz

- Fernand Arnout
Leichtgewicht: Bronze

- Jules Meese
Leichtgewicht: 6. Platz

- Roger François
Mittelgewicht: Gold

- Gaston le Pût
Mittelgewicht: 5. Platz

- Louis Hostin
Leichtschwergewicht: Silber

- Pierre Vibert
Leichtschwergewicht: 7. Platz

- Claudius Dutriève
Schwergewicht: 9. Platz

- Marcel Dumoulin
Schwergewicht: 10. Platz

### Hockey
- Herrenteam
5. Platz

- Kader
Charles Six
Bernard Poussineau
Félix Grimonprez
Marcel Lachmann
Gaston Arlin
Guy Chevalier
Henri Peuchot
Jacques Rivière
Jacques Simon
Jean Robin
Maurice Lanet
Roger Petitdidier
Pierre de Lévaque
Pierre Prieur
Robert Salarnier

### Leichtathletik
- Gilbert Auvergne
100 Meter: Viertelfinale
4 × 100 Meter: 4. Platz

- André Mourlon
100 Meter: Viertelfinale
200 Meter: Viertelfinale
4 × 100 Meter: 4. Platz

- André Cerbonney
100 Meter: Viertelfinale
200 Meter: Viertelfinale
4 × 100 Meter: 4. Platz

- André Dufau
100 Meter: Vorläufe
4 × 100 Meter: 4. Platz

- Maurice Degrelle
200 Meter: Viertelfinale

- Jérôme Mannaert
200 Meter: Viertelfinale

- René Féger
400 Meter: Halbfinale
800 Meter: Vorläufe
4 × 400 Meter: 6. Platz

- Georges Krotoff
400 Meter: Halbfinale
4 × 400 Meter: 6. Platz

- Joseph Jackson
400 Meter: Viertelfinale
4 × 400 Meter: 6. Platz

- Georges Dupont
400 Meter: Viertelfinale
4 × 400 Meter: 6. Platz

- Séra Martin
800 Meter: 6. Platz
1500 Meter: Vorläufe

- Jean Keller
800 Meter: 8. Platz
1500 Meter: 11. Platz

- Georges Baraton
800 Meter: Vorläufe

- Jules Ladoumègue
1500 Meter: Silber

- Roger Pelé
5000 Meter: Vorläufe

- Lucien Duquesne
5000 Meter: Vorläufe
3000 Meter Hindernis: 6. Platz

- Seghir Beddari
5000 Meter: Vorläufe
10.000 Meter: 16. Platz

- Robert Marchal
10.000 Meter: 11. Platz

- Henri Lauvaux
10.000 Meter: DNF

- Boughera El-Ouafi
Marathon: Gold

- Jean Gérault
Marathon: 23. Platz

- Marcel Denis
Marathon: 28. Platz

- Guillaume Tell
Marathon: 29. Platz

- Robert Marchand
110 Meter Hürden: Halbfinale

- Gabriel Sempé
110 Meter Hürden: Halbfinale

- Roger Viel
400 Meter Hürden: Halbfinale

- André Adelheim
400 Meter Hürden: Vorläufe

- Édouard Max-Robert
400 Meter Hürden: Vorläufe

- Pierre Arnaudin
400 Meter Hürden: Vorläufe

- Henri Dartigues
3000 Meter Hindernis: 5. Platz

- Claude Ménard
Hochsprung: Bronze

- André Cherrier
Hochsprung: 7. Platz

- Pierre Lewden
Hochsprung: 7. Platz

- Pierre Ramadier
Hochsprung: Keine Höhe

- Robert Vintousky
Hochsprung: Keine Höhe

- Charles Alzieu
Weitsprung: 27. Platz in der Qualifikation

- Jacques Flouret
Weitsprung: 28. Platz in der Qualifikation

- Édouard Duhour
Kugelstoßen: 11. Platz in der Qualifikation

- Raoul Paoli
Kugelstoßen: 18. Platz in der Qualifikation
Diskuswurf: 29. Platz in der Qualifikation

- Jules Noël
Diskuswurf: 22. Platz in der Qualifikation

- Emmanuel Degland
Speerwurf: 24. Platz in der Qualifikation

- Georgette Gagneux
Frauen, 100 Meter: Halbfinale
Frauen, 4 × 100 Meter: 4. Platz

- Marguerite Radideau
Frauen, 100 Meter: Halbfinale
Frauen, 4 × 100 Meter: 4. Platz

- Yolande Plancke
Frauen, 100 Meter: Vorläufe
Frauen, 4 × 100 Meter: 4. Platz

- Lucienne Velu
Frauen, 100 Meter: Vorläufe
Frauen, 4 × 100 Meter: 4. Platz
Frauen, Diskuswurf: 10. Platz

- Marcelle Neveu
Frauen, 800 Meter: Vorläufe

- Sébastienne Guyot
Frauen, 800 Meter: Vorläufe

- Hélène Bons
Frauen, Hochsprung: 11. Platz

- Lucienne Laudré
Frauen, Hochsprung: 12. Platz

- Évelyne Cloupet
Frauen, Hochsprung: 14. Platz

### Moderner Fünfkampf
- Charles Jacques Le Vavasseur
Einzel: 28. Platz

- Pierre Coche
Einzel: 29. Platz

- André Crémon
Einzel: 33. Platz

### Radsport
- André Aumerle
Straßenrennen, Einzel: 8. Platz
Straßenrennen, Mannschaft: 7. Platz
4000 Meter Mannschaftsverfolgung: 4. Platz

- Léon Bessières
Straßenrennen, Einzel: 22. Platz
Straßenrennen, Mannschaft: 7. Platz

- Octave Dayen
Straßenrennen, Einzel: 23. Platz
Straßenrennen, Mannschaft: 7. Platz
1000 Meter Zeitfahren: 4. Platz
4000 Meter Mannschaftsverfolgung: 4. Platz

- René Brossy
Straßenrennen, Einzel: 52. Platz
Straßenrennen, Mannschaft: 7. Platz
4000 Meter Mannschaftsverfolgung: 4. Platz

- Roger Beaufrand
Sprint: Gold

- Hubert Guyard
Tandem: 5. Platz

- Henri Lemoine
Tandem: 5. Platz

- Aimé Trantoul
4000 Meter Mannschaftsverfolgung: 4. Platz

### Reiten
- Charles Marion
Dressur, Einzel: Silber 
Dressur, Mannschaft: 4. Platz

- Robert Wallon
Dressur, Einzel: 7. Platz
Dressur, Mannschaft: 4. Platz

- Pierre Danloux
Dressur, Einzel: 23. Platz
Dressur, Mannschaft: 4. Platz

- Pierre Bertran de Balanda
Springreiten, Einzel: Silber 
Springreiten, Mannschaft: 4. Platz

- Jacques Couderc de Fonlongue
Springreiten, Einzel: 17. Platz
Springreiten, Mannschaft: 4. Platz

- Pierre Clavé
Springreiten, Einzel: 26. Platz
Springreiten, Mannschaft: 4. Platz

- François Denis de Rivoyre
Vielseitigkeit, Einzel: 18. Platz
Vielseitigkeit, Mannschaft: Kein Ergebnis

- Henri Pernot du Breuil
Vielseitigkeit, Einzel: 28. Platz
Vielseitigkeit, Mannschaft: Kein Ergebnis

- Emmanuel-Marie Longin Spindler
Vielseitigkeit, Einzel: Disqualifiziert
Vielseitigkeit, Mannschaft: Kein Ergebnis

### Ringen
- Alphonse Aria
Bantamgewicht, griechisch-römisch: 9. Platz

- Roger Mollet
Federgewicht, griechisch-römisch: 14. Platz

- Paul Parisel
Leichtgewicht, griechisch-römisch: 18. Platz

- Émile Poilvé
Mittelgewicht, griechisch-römisch: 13. Platz

- Émile Clody
Halbschwergewicht, griechisch-römisch: 8. Platz

- S. de Lanfranchi
Schwergewicht, griechisch-römisch: 11. Platz

- Michel Rozan
Bantamgewicht, Freistil: 7. Platz

- René Rottenfluc
Federgewicht, Freistil: 4. Platz

- Charles Pacôme
Leichtgewicht, Freistil: Silber

- Jean Jourlin
Weltergewicht, Freistil: 4. Platz

- Henri Deniel
Mittelgewicht, Freistil: 8. Platz

- Henri Lefèbvre
Halbschwergewicht, Freistil: Bronze

- Edmond Dame
Schwergewicht, Freistil: Bronze

### Rudern
- Victor Saurin
Einer: Viertelfinale

- Paul Robineau
Doppelzweier: 4. Runde

- Maurice Caplain
Doppelzweier: 4. Runde

- André Pactat
Zweier ohne Steuermann: 2. Runde

- Robert Guelpa
Zweier ohne Steuermann: 2. Runde

- Édouard Marcelle
Zweier mit Steuermann: Silber

- Armand Marcelle
Zweier mit Steuermann: Silber

- Henri Préaux
Zweier mit Steuermann: Silber

- Émile Lecuirot
Vierer ohne Steuermann: DNS im Viertelfinale

- Louis Devillié
Vierer ohne Steuermann: DNS im Viertelfinale

- Albert Bonzano
Vierer ohne Steuermann: DNS im Viertelfinale

- Henri Bonzano
Vierer ohne Steuermann: DNS im Viertelfinale

- Jean Ruffier des Aimés
Vierer mit Steuermann: 3. Runde

- Henri Gatineau
Vierer mit Steuermann: 3. Runde

- L. le Cornu
Vierer mit Steuermann: 3. Runde

- Georges Piot
Vierer mit Steuermann: 3. Runde

- Antoine Decours
Vierer mit Steuermann: 3. Runde

- Joseph Vuillard
Achter: 2. Runde

- Georges Berthet
Achter: 2. Runde

- Louis Jeandet
Achter: 2. Runde

- Édouard Jeandet
Achter: 2. Runde

- Charles Massonat
Achter: 2. Runde

- Frédéric Thonin
Achter: 2. Runde

- Joseph Berthet
Achter: 2. Runde

- Marius Gervasoni
Achter: 2. Runde

- Alphonse Margailland
Achter: 2. Runde

### Schwimmen
- Gustave Klein
100 Meter Freistil: Vorläufe
4 × 200 Meter Freistil: Vorläufe

- Albert Vandeplancke
400 Meter Freistil: Vorläufe
4 × 200 Meter Freistil: Vorläufe

- Jean Taris
1500 Meter Freistil: Vorläufe
4 × 200 Meter Freistil: Vorläufe

- Philippe Tisson
4 × 200 Meter Freistil: Vorläufe

- Emil Zeibig
100 Meter Rücken: Vorläufe

- Léon Tallon
200 Meter Brust: Vorläufe

- William Rozier
200 Meter Brust: Vorläufe

- Marguerite Ledoux
Frauen, 100 Meter Freistil: Vorläufe
Frauen, 400 Meter Freistil: Vorläufe
Frauen, 4 × 100 Meter Freistil: 5. Platz

- Anne Dupire
Frauen, 100 Meter Freistil: Vorläufe
Frauen, 4 × 100 Meter Freistil: 5. Platz

- Claire Horrent
Frauen, 100 Meter Freistil: Vorläufe
Frauen, 4 × 100 Meter Freistil: 5. Platz

- Georgina Roty
Frauen, 400 Meter Freistil: Vorläufe
Frauen, 4 × 100 Meter Freistil: 5. Platz

- Bienna Pélégry
Frauen, 4 × 100 Meter Freistil: 5. Platz

- Alice Stoffel
Frauen, 200 Meter Brust: Vorläufe

### Segeln
- Charles Laverne
12-Fuß-Jolle: 14. Platz

- Louis Pauly
12-Fuß-Jolle: 14. Platz

- Henri Allard
6-Meter-Klasse: 8. Platz

- Jean Pierre Rouanet
6-Meter-Klasse: 8. Platz

- Philippe de Rothschild
6-Meter-Klasse: 8. Platz

- Édouard Moussié
6-Meter-Klasse: 8. Platz

- Robert Gufflet
6-Meter-Klasse: 8. Platz

- Virginie Hériot
8-Meter-Klasse: Gold

- André Derrien
8-Meter-Klasse: Gold

- André Lesauvage
8-Meter-Klasse: Gold

- Carl de la Sablière
8-Meter-Klasse: Gold

- Donatien Bouché
8-Meter-Klasse: Gold

- Jean Lesieur
8-Meter-Klasse: Gold

### Turnen
- Armand Solbach
Einzelmehrkampf: 11. Platz
Mannschaftsmehrkampf: 4. Platz
Barren: 12. Platz
Pferdsprung: 36. Platz
Reck: 9. Platz
Ringe: 8. Platz
Seitpferd: 14. Platz

- Georges Leroux
Einzelmehrkampf: 17. Platz
Mannschaftsmehrkampf: 4. Platz
Barren: 15. Platz
Pferdsprung: 6. Platz
Reck: 25. Platz
Ringe: 49. Platz
Seitpferd: 6. Platz

- André Lemoine
Einzelmehrkampf: 23. Platz
Mannschaftsmehrkampf: 4. Platz
Barren: 4. Platz
Pferdsprung: 37. Platz
Reck: 16. Platz
Ringe: 26. Platz
Seitpferd: 41. Platz

- Jean Larrouy
Einzelmehrkampf: 29. Platz
Mannschaftsmehrkampf: 4. Platz
Barren: 36. Platz
Pferdsprung: 21. Platz
Reck: 37. Platz
Ringe: 46. Platz
Seitpferd: 15. Platz

- Étienne Schmitt
Einzelmehrkampf: 35. Platz
Mannschaftsmehrkampf: 4. Platz
Barren: 41. Platz
Pferdsprung: 10. Platz
Reck: 45. Platz
Ringe: 41. Platz
Seitpferd: 34. Platz

- Jean Gounot
Einzelmehrkampf: 39. Platz
Mannschaftsmehrkampf: 4. Platz
Barren: 51. Platz
Pferdsprung: 75. Platz
Reck: 14. Platz
Ringe: 47. Platz
Seitpferd: 24. Platz

- Antoine Chatelaine
Einzelmehrkampf: 54. Platz
Mannschaftsmehrkampf: 4. Platz
Barren: 55. Platz
Pferdsprung: 63. Platz
Reck: 41. Platz
Ringe: 33. Platz
Seitpferd: 68. Platz

- Fredy Krauss
Einzelmehrkampf: DNF
Mannschaftsmehrkampf: 4. Platz
Ringe: 25. Platz
Seitpferd: 33. Platz

- Mathilde Bataille
Frauen, Mannschaftsmehrkampf: 5. Platz

- Honorine Delescluse
Frauen, Mannschaftsmehrkampf: 5. Platz

- Louise Delescluse
Frauen, Mannschaftsmehrkampf: 5. Platz

- Galuëlle Dhont
Frauen, Mannschaftsmehrkampf: 5. Platz

- Valentine Héméryck
Frauen, Mannschaftsmehrkampf: 5. Platz

- Paule Houtéer
Frauen, Mannschaftsmehrkampf: 5. Platz

- Georgette Meulebroeck
Frauen, Mannschaftsmehrkampf: 5. Platz

- Renée Oger
Frauen, Mannschaftsmehrkampf: 5. Platz

- Antonie Straeteman
Frauen, Mannschaftsmehrkampf: 5. Platz

- Jeanne Vanoverloop
Frauen, Mannschaftsmehrkampf: 5. Platz

- Berthe Verstraete
Frauen, Mannschaftsmehrkampf: 5. Platz

- Geneviève Vankiersbilck
Frauen, Mannschaftsmehrkampf: 5. Platz

### Wasserball
- Herrenteam
Bronze

- Kader
Paul Dujardin
Jules Keignaert
Henri Padou
Émile Bulteel
Achille Tribouillet
Henri Cuvelier
Albert Vandeplancke
Ernest Rogez
Albert Thévenon

### Wasserspringen
- Maurice Lepage
Kunstspringen: Vorkämpfe

- Armand Billard
Kunstspringen: Vorkämpfe
Turmspringen: Vorläufe

- Eugène Lenormand
Turmspringen: Vorläufe

- Renée Cretet-Flavier
Frauen, Turmspringen: Vorläufe